# 가리봉동
가리봉동(加里峰洞)은 대한민국 서울특별시 구로구에 위치한 행정동이자, 중국 조선족 집결지역이다. 

## 개요
가리봉이라는 동이름은 주위의 ‘작은 봉우리’가 이어져 마을이 되었다고 해서 붙여진 것과, 어원이 ‘고을’(곡:谷)과 같은 의미인 ‘갈’ 또는 ‘가리’에서 유래했다는 두가지 설이 있다. ‘가리’는 갈라졌다는 뜻인데, 구로구의 전체적인 땅 모양이 바지가랑이처럼 갈라진 것과 연관된 것으로 보고 있다. 조선 말기까지는 경기도 시흥군 동면 가리산리였다가 가리봉리로 바뀌었다. 1963년 서울특별시 영등포구에 편입되면서 가리봉동의 ‘가’ 자와 독산동의 ‘산’을 따서 가산동이라고 하였다. 1975년 다시 가리봉동과 독산동으로 나뉘었고, 1980년 구로구 신설로 이에 속하게 되었다. 1995년 금천구 분구로 가리봉동 중 남부순환로 이북은 구로구 가리봉동으로 잔류하였고, 나머지 영역은 금천구 가산동으로 분리되었다.
가리봉동의 북쪽과 동쪽은 구로동과 접해 있고, 서쪽과 남쪽은 남부순환로를 경계로 금천구 가산동과 마주보고 있다. 구로구의 남단관문지역에 위치하여 서울진입의 남서관문인 가리봉동은 교통의 요충지이며, 금천구와 광명시와 인접하고 디지털 산업단지 배후지역으로서 향후 성장가능성이 높은 지역이다.

## 행정 구역
- 가리봉동

## 교육
- 영일초등학교
- 구로남초등학교
- 서울경희직업전문학교
- 한국신진자동차운전면허
- (구)서울공연예술고등학교

## 교통
- 수도권 전철 1호선 가산디지털단지역
- 서울 지하철 7호선 가산디지털단지역
- 경인로
- 서부간선도로

## 같이 보기
- 대한민국의 행정 구역